# Marta Amouhin Amani
Marta Amouhin Amani (* 10. Oktober 2004) ist eine italienische Leichtathletin, die sich auf den Weitsprung spezialisiert hat.

## Sportliche Laufbahn
Erste internationale Erfahrungen sammelte Marta Amouhin Amani im Jahr 2021, als sie bei den U20-Europameisterschaften in Tallinn mit einer Weite von 5,95 m in der Qualifikationsrunde ausschied. Im Jahr darauf schied sie bei den U20-Weltmeisterschaften in Cali mit 24,01 s in der ersten Runde im 200-Meter-Lauf aus und gewann im Weitsprung mit neuer Bestleistung von 6,52 m die Bronzemedaille. Anschließend wurde sie bei den U23-Mittelmeer-Meisterschaften in Pescara mit 6,20 m Vierte im Weitsprung. 2023 belegte sie bei den U20-Europameisterschaften in Jerusalem mit 6,42 m den siebten Platz.
2022 wurde Amani italienische Hallenmeisterin im Weitsprung.

## Persönliche Bestleistungen
- 200 Meter: 24,01 s (0,0 m/s), 4. August 2022 in Cali
  - 200 Meter (Halle): 24,04 s, 5. Februar 2023 in Ancona
- Weitsprung: 6,54 m (+1,2 m/s), 9. August 2023 in Jerusalem
  - Weitsprung (Halle): 6,32 m, 27. Februar 2022 in Ancona